# United States Department of the Air Force
Il Dipartimento dell'Aeronautica (United States Department of the Air Force) è una delle tre Divisioni del Dipartimento della Difesa degli Stati Uniti, istituito nel 1947 con il National Security Act.
Guidato dal segretario all'Aeronautica, un civile, che è responsabile per affari amministrativi (non operativi) dell'Air Force e della Space Force, l'ufficiale militare d'alto rango nell'ufficio è il Chief of Staff of the United States Air Force.